# Лухамаа
Лухамаа (англ. Luhamaa) — невелика територія волості Сетомаа повіту Виру на південному сході Естонії, на кордоні з Росією. Прикордонний пункт Лухамаа розташований на європейській трасі E77 (дорога Псков – Рига).
Офіційне село Лухамаа було скасовано в 1997 році шляхом поділу земель між селами Хіндса, Мяасі та Прунтова. Прикордонний пункт офіційно розташований на території села Люта.
5 вересня 2014 року Естона Кохвера, офіцера естонської контррозвідки, викрали під погрозою зброї на прикордонному контрольно-пропускному пункті, коли він перекривав транскордонний злочин. Викрадачі глушили зв'язок і використовували димові шашки. Викраденого офіцера вивезли до Росії. Пізніше того ж дня Федеральна служба безпеки Росії (ФСБ) взяла на себе відповідальність за викрадення офіцера. Однак ФСБ стверджує, що його вивезли з території Росії.